# Comité consultatif international du coton
Le Comité consultatif international du coton (en anglais : International Cotton Advisory Committee, ICAC ) est une association de gouvernements de pays producteurs, consommateurs et commerçants de coton qui agit en tant qu'organisme international de produits de base pour le coton et les textiles de coton.

## Structure et histoire
Fondé lors de la réunion internationale du coton à Washington, DC en 1939, l'ICAC défend les nations productrices de coton, publie des études et des informations techniques sur l'industrie du coton et organise une réunion plénière annuelle des États membres. Alors que la plupart des nations productrices de coton du monde en sont membres, deux des dix plus grands producteurs (la République populaire de Chine et le Turkménistan ) ne sont pas membres de l'ICAC. Tous les cinq principaux pays exportateurs de coton en sont membres.
Le Comité consultatif international du coton (CCIC) et les organisations cotonnières du secteur privé ont lancé le Forum international pour la promotion du coton (IFCP) en 2000. L'IFCP sert de forum et de centre d'échange pour l'échange de techniques éprouvées de promotion du coton. L'IFCP facilite les programmes de promotion du coton ciblés et financés au niveau national.

## États membres
Pays membres et date d'adhésion :
1. Argentine mai 1946
2. Australie mai 1946
3. Bangladesh [Quand ?]
4. Brazil septembre 1939
5. Burkina Faso octobre 1997
6. Cameroun août 1969
7. Tchad mars 1967
8. Côte d'Ivoire août 1973
9. Égypte septembre 1939
10. Union européenne mai  2017
11. Inde septembre 1939
12. Kazakhstan septembre 2006
13. Kenya juillet 2007
14. Corée mars 1954
15. Mali juillet 1996
16. Mozambique septembre 2010
17. Nigéria septembre 1972
18. Pakistan juillet 1948
19. Russie février 1962 (en tant qu'URSS: septembre 1939)
20. Afrique du Sud juillet 1991
21. Soudan septembre 1939
22. Suisse janvier 1951
23. Taiwan février 1963
24. Togo septembre 1999
25. Turquie novembre 1947
26. Uganda novembre 1962
27. États-Unis septembre 1939
28. Uzbekistan septembre 1992
29. Zimbabwe avril 1991